# Konkoara-Yarcé
Ne doit pas être confondu avec Konkoara.
Konkoara-Yarcé, également orthographié Komkoara, est une localité située dans le département de Boulsa de la province du Namentenga dans la région Centre-Nord au Burkina Faso. 

## Éducation et santé
Depuis 2018, Konkoara-Yarcé accueille un centre de santé et de promotion sociale (CSPS) tandis que le centre médical avec antenne chirurgicale (CMA) de la province se trouve à Boulsa.
Le village possède une école primaire publique.